# Lundský mír
Lundský mír, podepsaný 16. září (juliánského kalendáře)/26. září 1679, byl konečnou mírovou smlouvou mezi dánsko-norskou unií a Švédskou říší ve skånské válce.

## Předchozí události

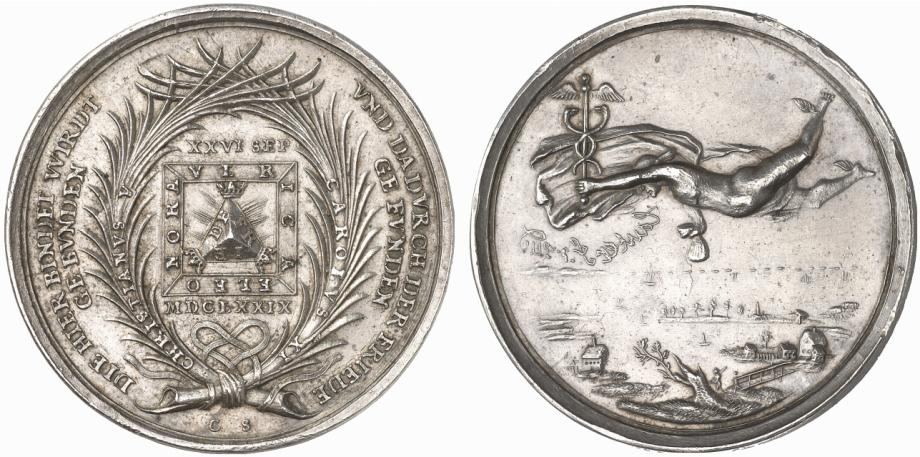
Pamětní medaile Lundského míru

Válka začala když Švédsko na francouzskou pobídku zaútočilo na Branibory. Dánsko se do konfliktu zapojilo jako součást protifrancouzsko-švédské koalice okupací švédských dominií v severním Německu, přičlenilo švédského spojence Holštýnsko-Gottorpsko ke svému území, získalo námořní nadvládu nad Baltským mořem a obnovilo kontrolu nad některými ze svých skandinávských provincií ztracených kodaňským mírem. Od roku 1678 Francie rozdělila protišvédskou koalici uzavřením separátních mírů s Nizozemskem a dalšími jejími členy při nijmegenském míru. Francie, posílená výsledkem těchto mírových smluv, se snažila ulevit svému švédskému spojenci. Francouzský vojenský tlak donutil Braniborsko-Prusko k uzavření míru v Saint-Germain-en-Laye a zbavil tím Dánsko jeho nejdůležitějšího spojence.
Pravě tato událost přiměla dánské a švédské diplomaty k jednání v Lundu, zároveň francouzské síly vtrhly na dánská území a donutily Dánsko přijmout jimi diktovaný mír z Fontainebleau, který Švédsku navracel veškeré jeho předválečné vlastnictví a Holštýnsko-Gottorpsko jeho vévodovi. Dánsko-švédská jednání v Lundu pokračovala a konečná mírová smlouva nejen potvrdila detailní podmínky z Fontainebleau, ale také zahrnovala tajné spojenectví navržené prvotně Gyllenstiernou. Spojenectví, křehké již od počátku, se rozpadlo hned následující rok – po Gyllenstiernově smrti.